# Junta governativa alagoana de 1889
A junta governativa alagoana de 1889 foi um triunvirado composto por:
- Aureliano Augusto de Azevedo Pedra, major
- Manuel Ribeiro Barreto de Meneses
(18??–1895)
- Ricardo Brenand Monteiro, major
(1867–1904)

A junta governou o estado de 18 a 21 de novembro de 1889.